# Ghiacciaio Dalgopol

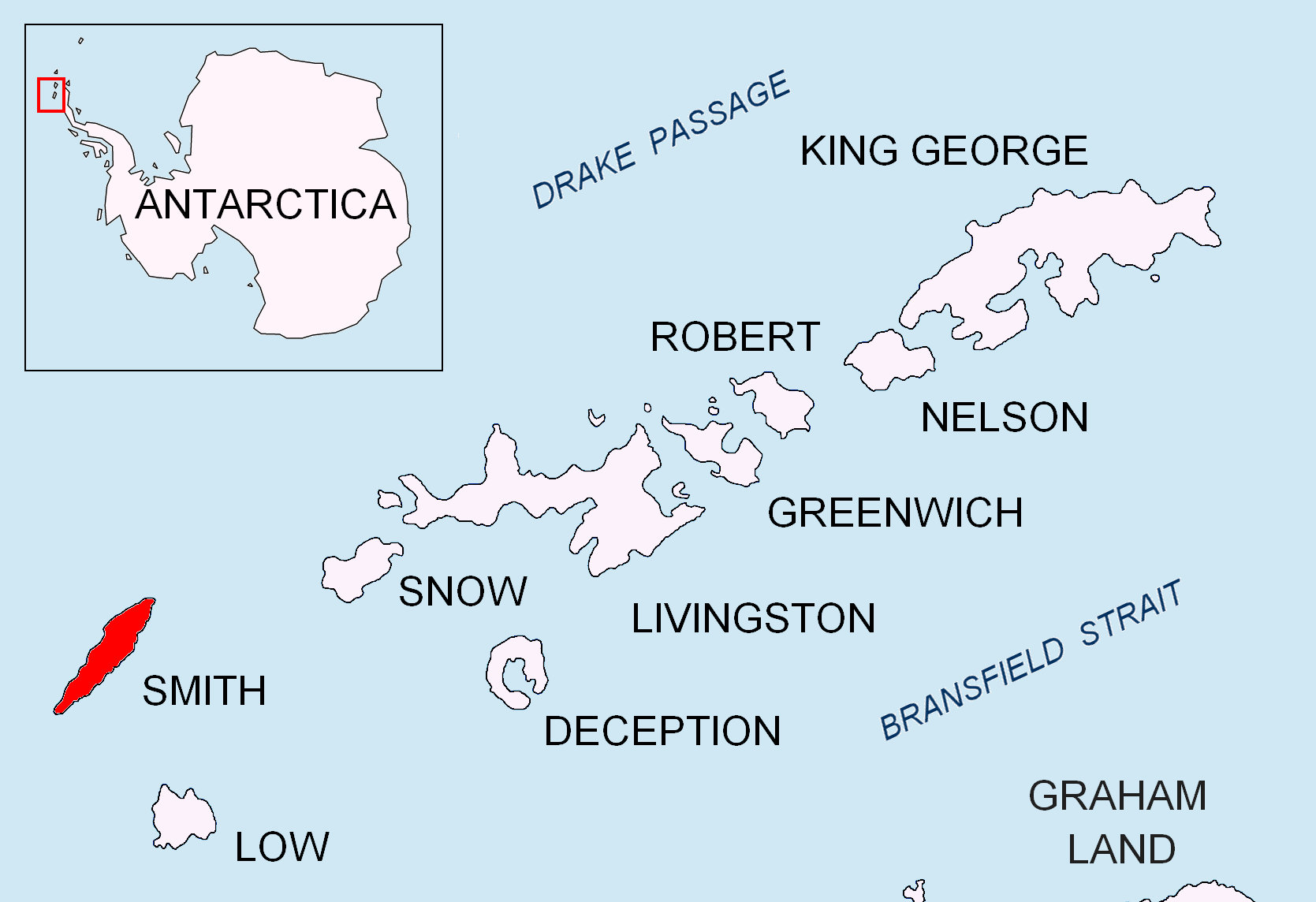
Localizzazione dell'Isola Smith, nelle Isole Shetland Meridionali.

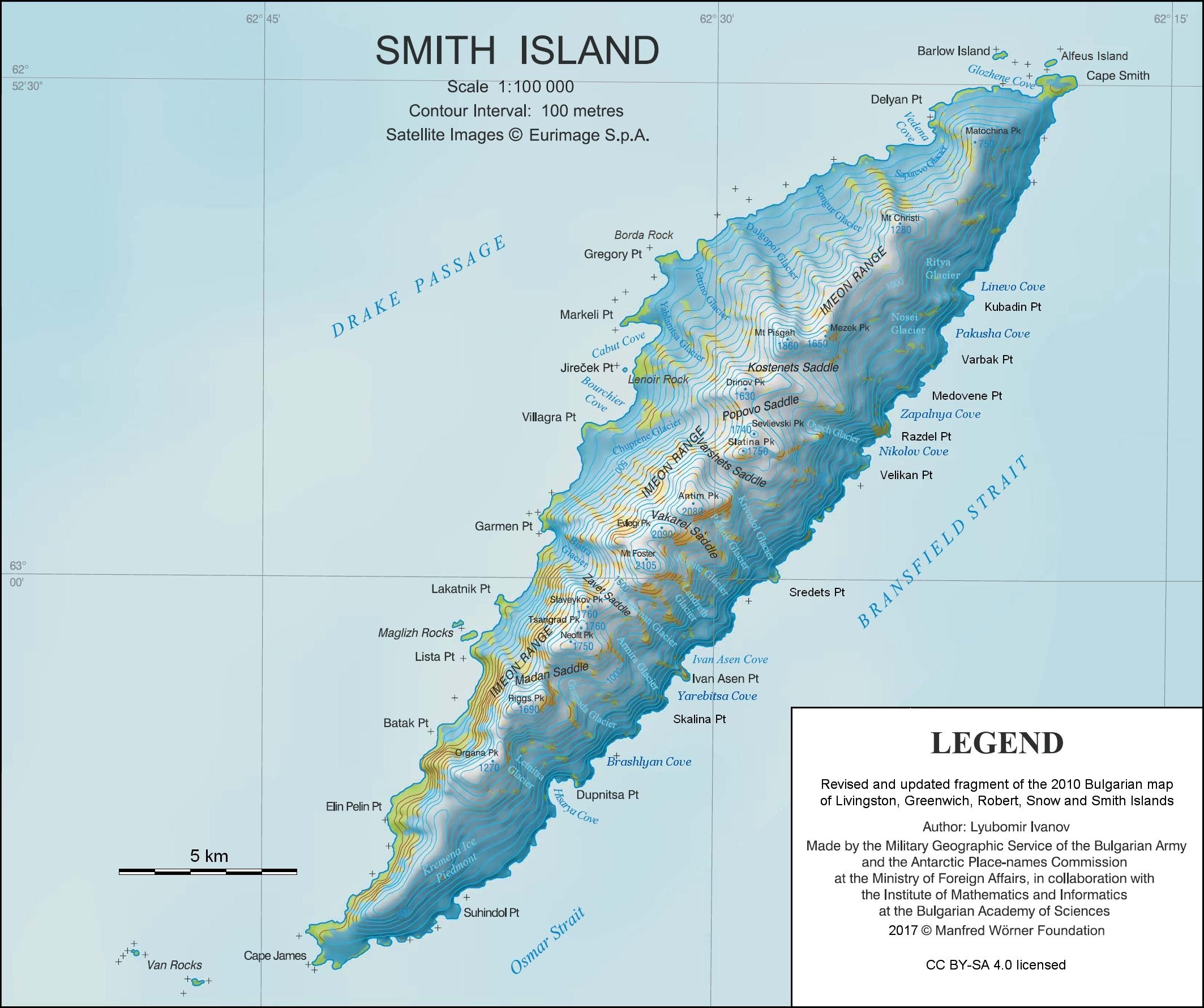
Mappa topografica dell'Isola Smith. Il Ghiacciaio Dalgopol si trova nella parte superiore dell'immagine, verso la costa occidentale dell'isola.

Il Ghiacciaio Dalgopol (in lingua bulgara: ледник Дългопол, Lednik Dalgopol) è un ghiacciaio antartico, lungo 3,4 km, che drena le pendici nordoccidentali dell'Imeon Range, catena montuosa che occupa la parte interna dell'Isola Smith, che fa parte delle Isole Shetland Meridionali, in Antartide.

## Localizzazione
Il ghiacciaio è situato a nordest del Ghiacciaio Vetrino e a sudovest del Ghiacciaio Kongur. Drena le pendici nordoccidentali dell'Imeon Range; fluisce a nord del Monte Pisgah, a nordovest del Mezek Peak e va a sfociare nel Canale di Drake.
Mappatura bulgara del 2009. 

## Denominazione
La denominazione è stata assegnata dalla Commissione bulgara per i toponimi antartici in onore della città di Dălgopol, situata nella parte nordorientale della Bulgaria.